# Action de l'Organisation des Nations unies en faveur du désarmement
L'Organisation des Nations unies est sans doute l'instance multinationale qui a œuvré le plus et surtout le plus efficacement au désarmement ou à la limitation des armes. Le désarmement et la non-prolifération sont la troisième priorité du Secrétaire général Ban Ki-moon, après le Darfour et le Moyen-Orient, présentées dans son premier discours au Conseil de Sécurité le 8 janvier 2007.
Mais le mouvement a émergé bien avant que ne naisse l'ONU. En particulier, les Conventions de La Haye de 1899 et 1907 s'attachèrent à réglementer l'usage de certaines armes dans les conflits armés. On pourrait même remonter plus loin, avec la Déclaration à l'effet d'interdire l'usage de certains projectiles en temps de guerre, signée à Saint-Pétersbourg le 11 décembre 1868.
Les traités internationaux et ceux de la liste "Mer et Ciel" ont été conclus dans le cadre de l'ONU tandis que les traités régionaux l'ont été généralement dans le cadre d'une organisation régionale supranationale (ex. l'Organisation des États américains).

## Traités internationaux

### Armes nucléaires
- Traité sur la non-prolifération des armes nucléaires ou TNP (1968)
- Traité d'interdiction partielle des essais nucléaires ou TIPE (1963)
- Traité d'interdiction complète des essais nucléaires ou TICE (1996)

### Armes chimiques
- Convention sur l'interdiction de la mise au point, de la fabrication, du stockage et de l'usage des armes chimiques et sur leur destruction ou CIAC (1993)
- Protocole concernant la prohibition d'emploi à la guerre de gaz asphyxiants, toxiques ou similaires et de moyens bactériologiques (1925)

### Armes biologiques
- Convention sur l'interdiction de la mise au point, de la fabrication et du stockage des armes bactériologiques (biologiques) ou à toxines et sur leur destruction ou CIAB (1972)

### Armes classiques
- Convention sur l'interdiction ou la restriction de l'usage de certaines armes classiques qui peuvent produire des
effets traumatiques excessifs ou qui ont des effets indiscriminés ou CCAC (1980)
  - Protocole I relatif aux éclats non localisables (1980)
  - Protocole II sur l'interdiction ou la limitation de l'emploi des mines, pièges et autres dispositifs (1980)
  - Protocole III sur l'interdiction ou la limitation de l'emploi des armes incendiaires (1980)
  - Protocole IV relatif aux armes à laser aveuglantes (1998)
  - Protocole V relatif aux restes explosifs de guerre (2003)

### Autres armes
- Convention sur l'interdiction de l'emploi, du stockage, de la production et du transfert des mines antipersonnel et sur leur destruction ou Convention d'Ottawa (1997)
- Protocole contre la fabrication et le trafic illicites d’armes à feu, de leurs pièces, éléments et munitions, additionnel à la Convention des Nations unies contre la criminalité transnationale organisée (2001)

Traité sur la non-prolifération des armes nucléaires.

## Traités régionaux ou géospécifiques

### Afrique
- Traité sur la zone d'exclusion des armes nucléaires en Afrique ou Traité de Pelindaba (1996)

### Amériques
- Traité visant l'interdiction des armes nucléaires en Amérique latine et dans les Caraïbes ou Traité de Tlatelolco (1967)
- Convention interaméricaine contre la fabrication et le trafic illicites d’armes à feu, de munitions, d’explosifs et d’autres matériels connexes ou CIFTA (1997)
- Convention interaméricaine sur la transparence dans les acquisitions d’armes conventionnelles (1999)

### Asie et Pacifique
- Traité sur la zone d'exclusion des armes nucléaires en Asie du Sud-Est ou Traité de Bangkok (1995)
- Traité sur la zone d'exclusion des armes nucléaires dans le Pacifique Sud ou Traité de Rarotonga (1985)

### Europe
- Traité sur les forces conventionnelles en Europe (1990)

### Mer et Ciel
- Traité sur l'Antarctique (1959)
- Traité "Ciel ouvert" (1992)
- Traité sur les principes régissant les activités des États en matière d'exploration et d'utilisation de l'espace extra-atmosphérique, y compris la lune et les autres corps célestes (1967)
- Accord régissant les activités des États sur la Lune et les autres corps célestes (1979)
- Traité interdisant de placer des armes nucléaires et d'autres armes de destruction massive sur le fond des mers et des océans ainsi que dans leur sous-sol (1971)
- Convention sur l'interdiction d'utiliser des techniques de modification de l'environnement à des fins militaires ou toutes autres fins hostiles (1977)

## Structures
- Département des affaires de désarmement (DDA)

Créé en 1998, c'est un département du Secrétariat des Nations unies à New York. Le Département a pour rôle d'encourager la non-prolifération et le désarmement nucléaire. Il œuvre également au désarmement de tous les autres types d'armes (ex. chimiques, biologiques, de destruction massive, etc.).
Il possède trois Centres régionaux des Nations unies pour la Paix et le Désarmement à Lomé (Togo) pour l'Afrique, à Katmandou (Népal) pour l'Asie et le Pacifique et à Lima (Pérou) pour l'Amérique latine et les Caraïbes.
Le département est dirigé par le japonais Nobuaki Tanaka avec le titre de Secrétaire général adjoint pour les affaires de désarmement.
- Institut des Nations unies pour la recherche sur le désarmement (UNIDIR)

Via des études et des analyses objectives et concrètes, il fournit à la communauté internationale des données plus diversifiées et plus complètes sur les problèmes relatifs à la sécurité internationale, à la course aux armements et au désarmement dans tous les domaines. Créé en 1980 et siégeant à l'Office des Nations unies à Genève, l'Institut est dirigé par la britannique Patricia Lewis.
- Conférence du désarmement

Instaurée en 1979, elle est l'instance de l'ONU la seule autorisée à négocier les questions de désarmement au niveau international. Ses travaux ont également lieu à Genève.
- Agence internationale de l'énergie atomique ou AIEA
- Communauté européenne de l'énergie atomique ou Euratom
- Comité 1540
- Commission du désarmement
- Organisation pour l'interdiction des armes chimiques